# Markus Richter

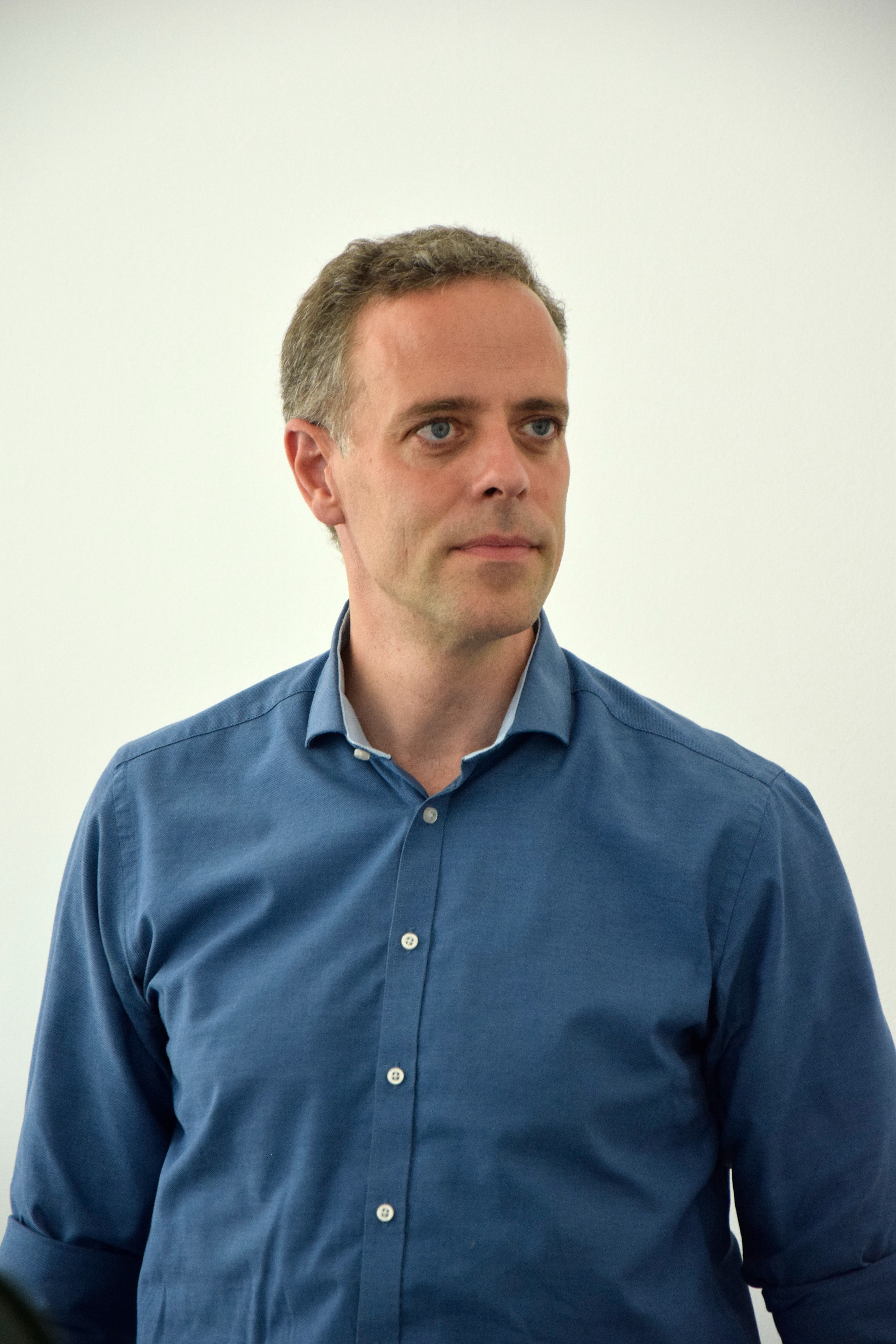
Markus Richter 2024

Markus Richter (* 1976 in Münster, Nordrhein-Westfalen) ist ein deutscher Verwaltungsjurist. Er ist seit 2025 Staatssekretär im Bundesministerium für Digitales und Staatsmodernisierung und war davor von 2020 bis 2025 Beauftragter der Bundesregierung für Informationstechnik („Bundes-CIO“) im Amt eines Staatssekretärs im Bundesministerium des Innern.

## Leben
Nach dem Abitur 1996 absolvierte Richter seinen Grundwehrdienst beim I. Deutsch-Niederländischen Korps.
Im Jahr 1997 begann er an der Westfälischen Wilhelms-Universität Münster das Studium der Rechtswissenschaften. Seit 1997 ist er Mitglied der katholischen Studentenverbindung AV Zollern Münster im CV. Während seines Rechtsreferendariates beim Oberlandesgericht Hamm wurde er ebenfalls an der Westfälischen Wilhelms-Universität Münster zum Dr. jur. promoviert. 2004 bestand er das 2. juristische Staatsexamen und begann anschließend als Referent im Bundesamt für Migration und Flüchtlinge (BAMF). Von 2005 bis 2014 war Richter Referatsleiter. Seine Tätigkeiten umfassten Personalwesen, Organisation, das Büro des Präsidenten sowie Grundsatzfragen der Integration und Migration. Von 2014 bis 2015 war Richter Referatsgruppenleiter IT im Bundesverwaltungsamt. Von 2015 bis 2018 war er Abteilungsleiter für Infrastruktur und IT und CIO im Bundesamt für Migration und Flüchtlinge.
Ab 2018 war Richter Vizepräsident im Bundesamt für Migration und Flüchtlinge. 
Vom 1. Mai 2020 bis zum 6. Mai 2025 war er als Nachfolger von Klaus Vitt Beauftragter der Bundesregierung für Informationstechnik („Bundes-CIO“) im Amt eines Staatssekretärs im Bundesministerium des Innern. Im Zuge der Bildung des Kabinetts Merz am 6. Mai 2025 wechselte er unter Bundesminister Karsten Wildberger als Staatssekretär in das neugeschaffene Bundesministerium für Digitales und Staatsmodernisierung. Dort leitet er gemeinsam mit Luise Hölscher den Aufbaustab, der den Aufbau des Ministeriums koordiniert. Mit dem Wechsel ins Digitalministerium gab Richter den Posten als CIO des Bundes ab, den er fünf Jahre lang innehatte und wird den Bund nicht mehr im IT-Planungsrat vertreten.
Seit 2020 ist Richter Aufsichtsrat des DigitalService des Bundes, der Digital-Agentur der Bundesregierung. Er ist Mitglied der CDU.

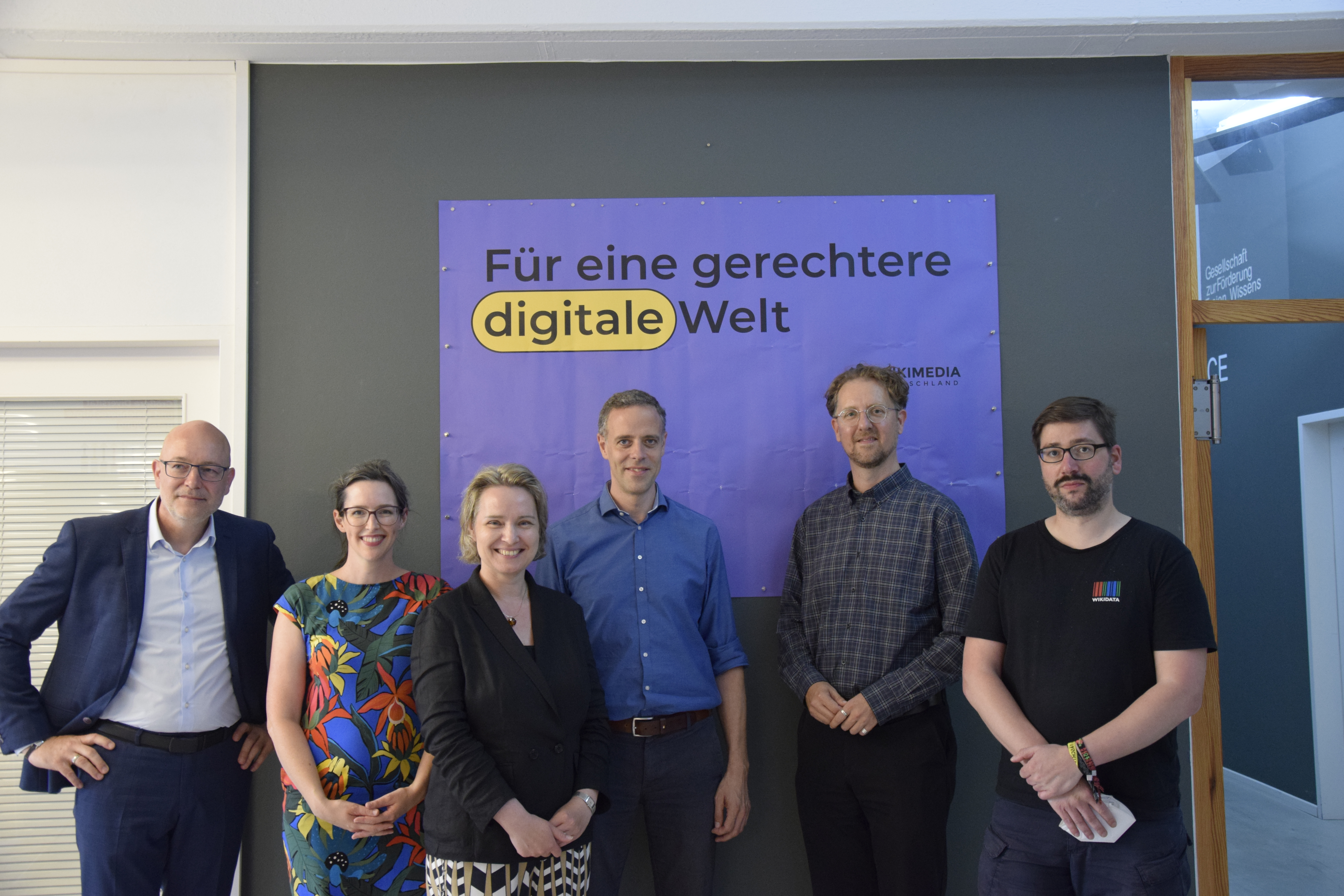
2024 bei WMDE: Sören Bergner (links außen) (Unterabteilungsleiter DG Digitale Gesellschaft; Datenpolitik beim BMI), Verena Meyer (dr. v. li) (normalerweise DG I-3 Integrität; Korruptionsprävention; Sponsoring beim BMI, aktuell vertretungsweise persönliche Referentin von Markus Richter), und Markus Richter (dr. v. re.), Staatssekretär und Beauftragter der Bundesregierung für Informationstechnik zusammen mit Mitarbeitenden von WMDE (Christian Humborg, Stefan Kaufmann und Anna Rees).